# Gynoplistia achlys
Gynoplistia achlys är en tvåvingeart som beskrevs av Alexander 1959. Gynoplistia achlys ingår i släktet Gynoplistia och familjen småharkrankar. Inga underarter finns listade i Catalogue of Life.